# Amarsipus carlsbergi
Amarsipus, Amarsipidae
Famille
Genre
Espèce
Amarsipus carlsbergi, unique représentant du genre Amarsipus et de la famille des Amarsipidae, est une espèce de poissons marins de l'ordre des Scombriformes.

## Répartition
Ce poisson se rencontre dans le bassin Indo-Pacifique a une profondeur comprise entre 30 à 130 mètres de profondeur.

## Description
Amarsipus carlsbergi peut mesurer jusqu'à 212 mm, queue non comprise.

## Systématique
Le nom valide complet (avec auteur) de ce taxon est Amarsipus Haedrich (d), 1969.

### Étymologie
Le nom générique, Amarsipus, est la combinaison du préfixe privatif -a, et du latin marsupium, « sac », et fait référence à l'absence remarquable de sacs pharyngiens.
L'épithète spécifique, carlsbergi, a été donnée en l'honneur de la « maison danoise Carlsberg, mécène de l'ichtyologie océanique depuis plus d'un demi-siècle et brasseur d'une très bonne bière » (expédition sponsorisée par la Fondation Carlsberg au cours de laquelle le type a été collecté) ».

### Publication originale
- (en) Richard L. Haedrich, « A new family of aberrant stromateoid fishes from the equatorial Indo-Pacific », Dana Report, vol. 76,‎ 1969, p. 1-14.